# 2014年クリミア連邦管区国勢調査
2014年クリミア連邦管区国勢調査（2014ねんクリミアれんぽうかんくこくせいちょうさ、ロシア語: Перепись населения в Крымском федеральном округе 2014 года、ロシア語ラテン翻字: Perepis naseleniya v Krymskom federalnom okruge 2014 goda）は、ロシアによるクリミア編入後、2014年にロシア連邦がクリミア連邦管区に対して実施した国勢調査である。この国勢調査によると、クリミア連邦管区の人口は2,284,769人であった。